# Zhang Qining
Zhang Qining (* 23. Februar 2003) ist ein chinesischer Leichtathlet, der sich auf den Sprint spezialisiert hat.

## Sportliche Laufbahn
Erste internationale Erfahrungen sammelte Zhang Qining im Jahr 2025, als er bei den Hallenweltmeisterschaften in Nanjing mit der chinesischen 4-mal-400-Meter-Staffel mit Landesrekord von 3:06,90 min den vierten Platz belegte. Im Mai kam er bei den World Athletics Relays in Guangzhou in der Männerstaffel und in der Mixed-Staffel zum Einsatz und sicherte dort dem Team jeweils einen Startplatz bei den Weltmeisterschaften in Tokio. Anschließend schied er bei den Asienmeisterschaften in Gumi mit 48,89 s im Halbfinale im 400-Meter-Lauf aus und gewann mit der Männerstaffel in 3:03,73 min gemeinsam mit Liang Baotang, Wumaier Ailixier und Fu Haoran die Bronzemedaille hinter den Teams aus Katar und Indien.

## Persönliche Bestleistungen
- 400 Meter: 46,23 s, 11. April 2025 in Zhaoqing
  - 400 Meter (Halle): 47,40 s, 10. Februar 2025 in Chengdu